# Копер (пристрій для випробування на міцність)

Маятниковий копер для випробування на удар

Копе́р — пристрій для випробування матеріалів на ударну міцність.
Маятниковий копер призначений для вимірювання енергії руйнування зразків при їх випробуванні на згин. Призначені для випробування зразків з металів і сплавів на двопорний вигин (метод Шарпі), по ISO148-2-1998, ASTM-E23-98, GB/T3808-22-002, а також ГОСТ 9454. Маятниковий копер JB-500B призначений для визначення максимальної протидії матеріалів і з чорних металів з високою міцністю. Маятниковий копер JB-300 також використовується для тестування сталі і заліза та їх сплавів при динамічному навантаженні. Маятниковий копер JB-500B управляється в ручну. Може застосовуватися в лабораторіях та відділах технічного контролю якості підприємств-виробників неметалевих матеріалів, в науково-дослідних інститутах, університетах і коледжах встановлюються на фундаменті.
Використовується також при випробовуваннях гірських порід та мінералів на дробимість.